# Val de Cogne
Pour les articles homonymes, voir Cogne (homonymie).
Le val de Cogne est une vallée latérale de la Vallée d'Aoste, située au sud de la commune d'Aymavilles. Il s'étend sur une partie du parc national du Grand-Paradis, et sur son territoire se trouve le sommet du même nom.

## Géographie
Le val de Cogne appartient au bassin hydrographique droit de la Doire Baltée. Peu loin du hameau Crétaz de Cogne la vallée s'ouvre et se divise en quatre vallées mineures : le Valnontey vers le sud, le vallon de Grauson vers le nord, le vallon de l'Urtier et le Valeille vers l'est.
Tous les torrents du haut val de Cogne confluent dans la Grand Eyvia, qui se jette dans la Doire Baltée près d'Aymavilles.
Le val de Cogne a été soumis récemment à deux inondations : la première a eu lieu en 1993 et la seconde, la plus grave, le 15 octobre 2000, quand les 400 mm de pluie tombés provoquèrent des éboulements dans toute la vallée.

### Sommets principaux

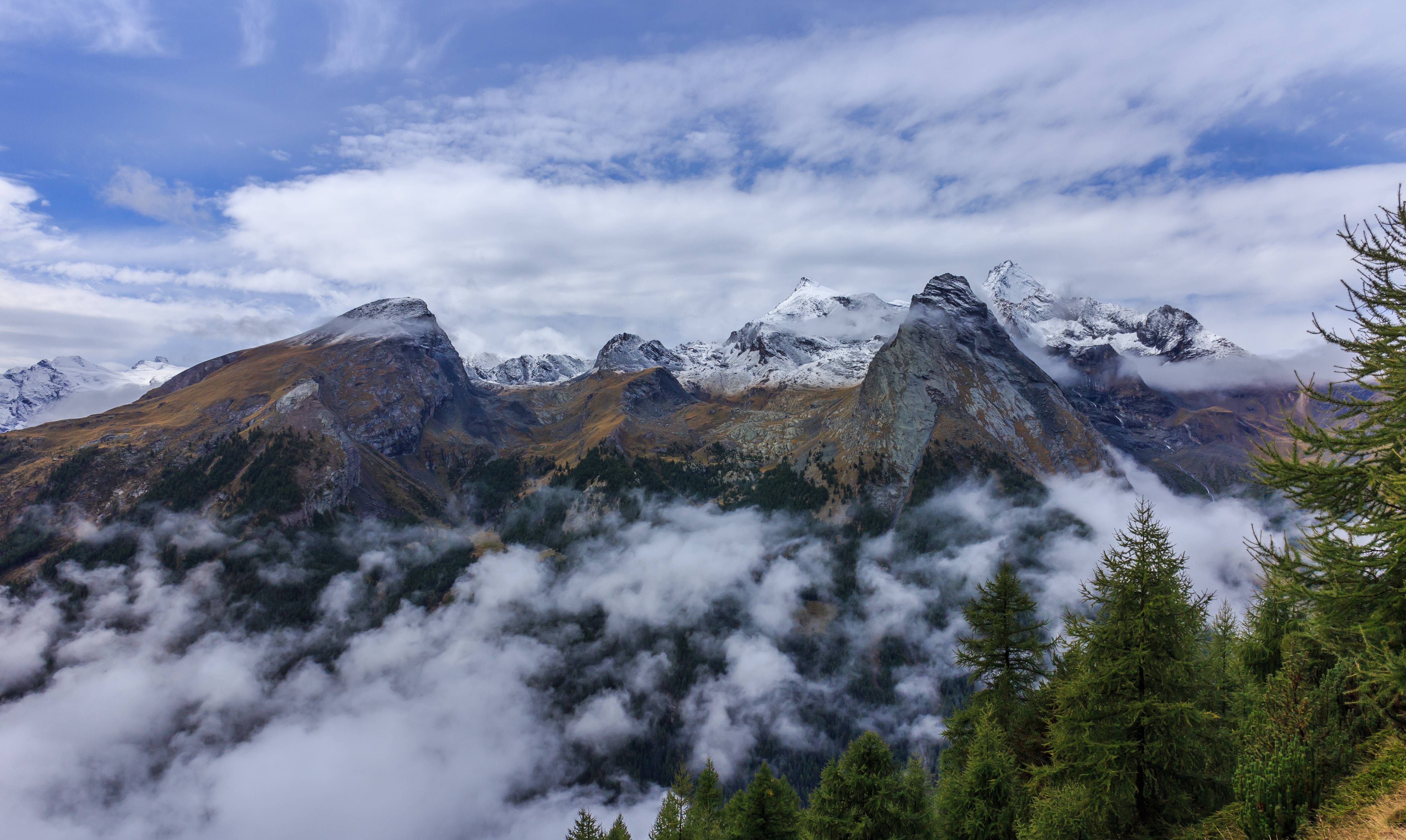
Vue du Grand Paradis depuis la vallée.

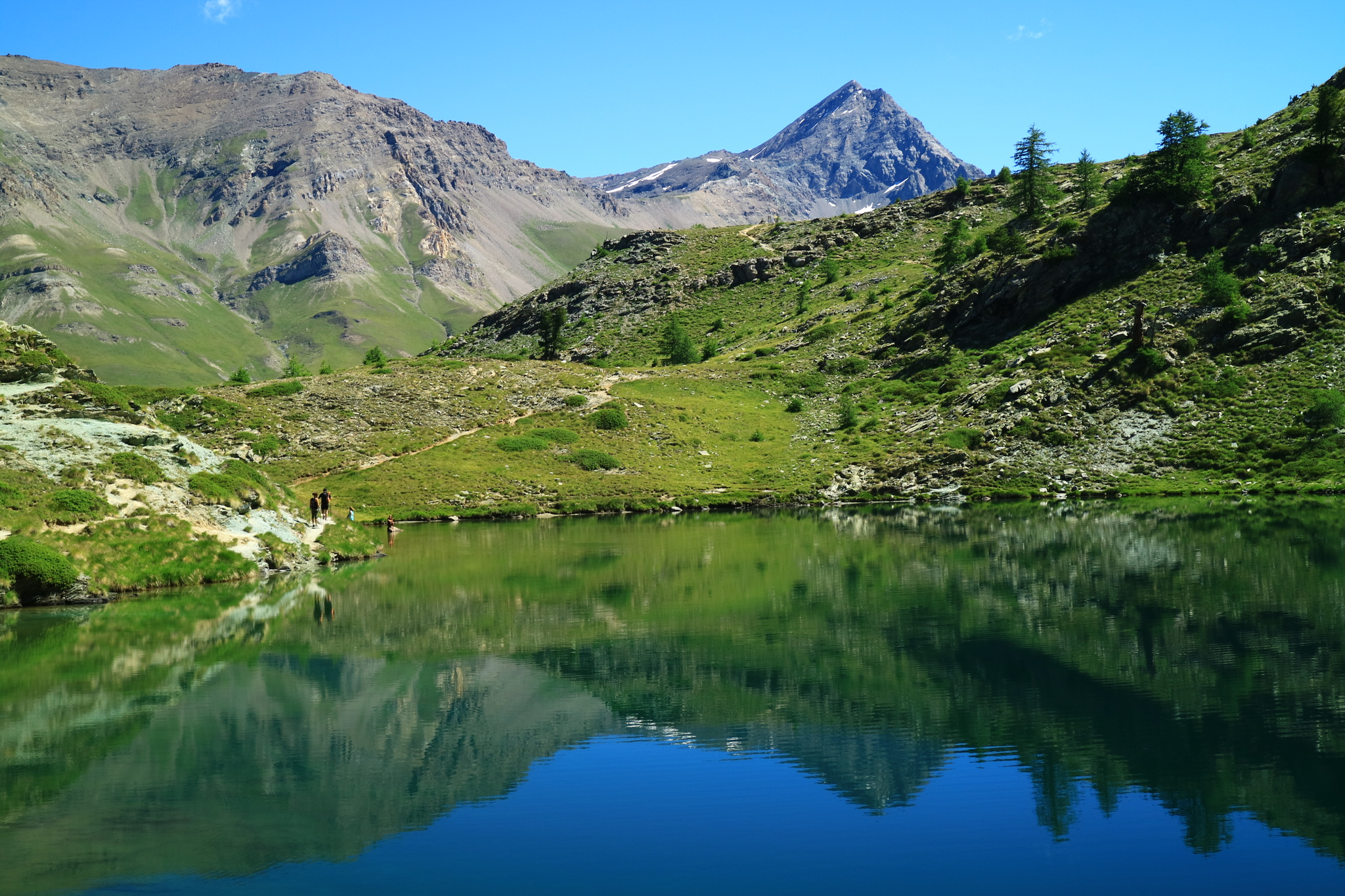
Vue de la pointe Tersive.

Les principaux sommets qui entourent le val de Cogne sont :
- le Grand Paradis - 4 061 mètres, au fond du Valnontey ;
- le Roc - 4 026 mètres ;
- la Grivola - 3 969 mètres ;
- le Petit Paradis - 3 923 mètres ;
- la crête Gastaldi - 3 894 mètres ;
- le pic de Montandayné - 3 838 mètres ;
- l'Herbétet - 3 778 mètres ;
- la pointe de la Lune (ou pointe de Cérisoles) - 3 777 mètres ;
- la tour du Grand-Saint-Pierre - 3 692 mètres ;
- la tour de Saint-André - 3 651 mètres ;
- le mont Roche Vive - 3 650 mètres ;
- la tête de la Tribulation - 3 642 mètres ;
- la pointe Rouge - 3 630 mètres ;
- le pic de Gay - 3 621 mètres ;
- la tour de Saint-Ours - 3 618 mètres ;
- la tête de Valnontey - 3 562 mètres ;
- la Grande Serre - 3 552 mètres ;
- la pointe Tersive - 3 512 mètres ;
- la pointe Ondezana - 3 492 mètres ;
- le Grand Croux - 3 487 mètres ;
- la pointe Garin - 3 448 mètres ;
- la pointe des Seinges - 3 408 mètres ;
- le mont Grauson - 3 240 mètres.

### Glaciers principaux

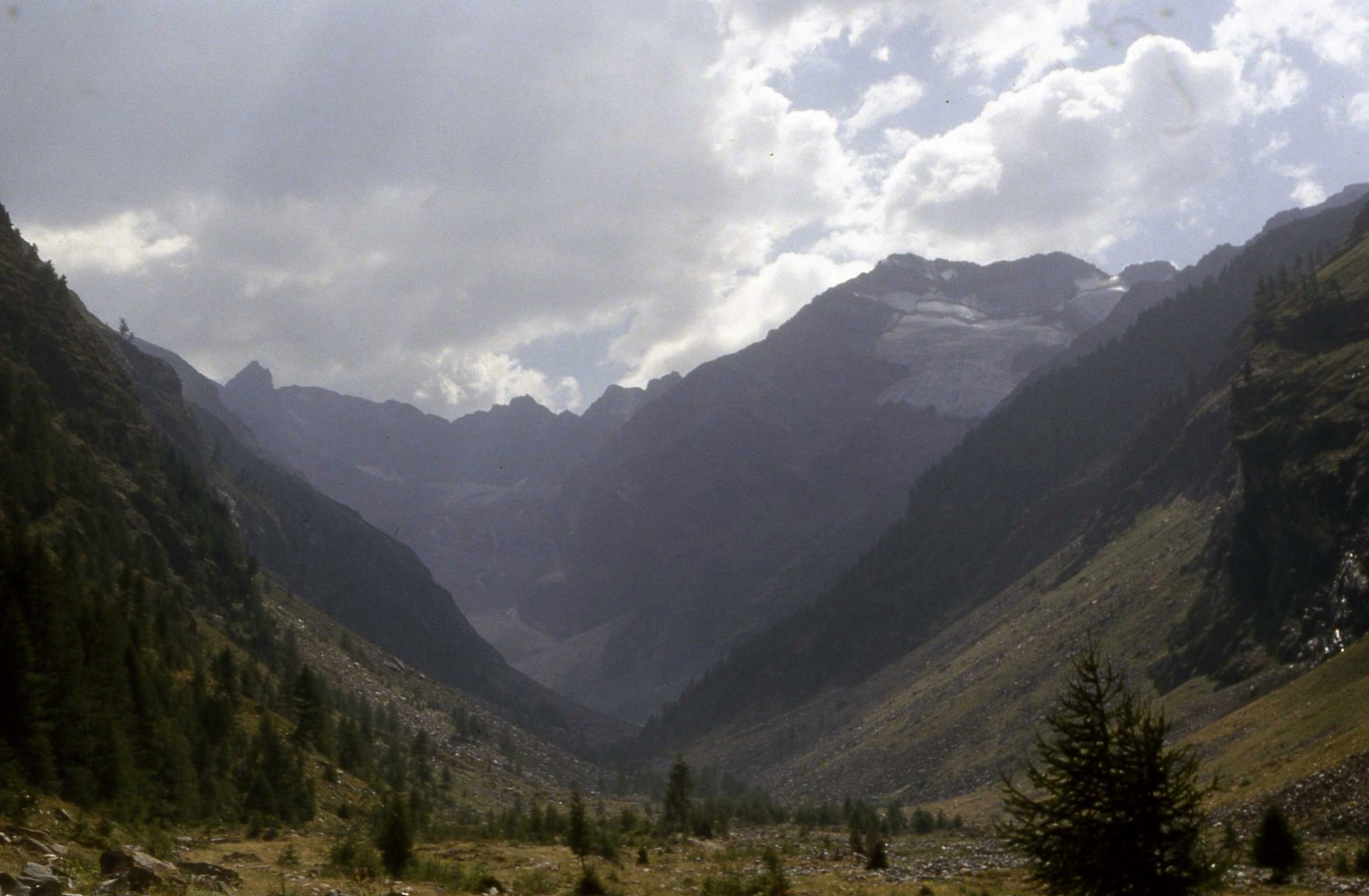
Le Valleille en amont de Lillaz.

- Glacier de la Tribulation
- Glacier du Trajo
- Glacier du Nomenon
- Glacier du Tuf
- Glacier du Loson
- Glacier du Grand Val
- Glacier du Tzasset
- Glacier du Grand Croux
- Glacier du Money
- Glacier du Coupé de Money
- Glacier du Patry
- Glacier de Vallettaz
- Glacier de Valeille
- Glacier des Seinges
- Glacier de l'Arolla
- Glacier du Tessonet

### Cols

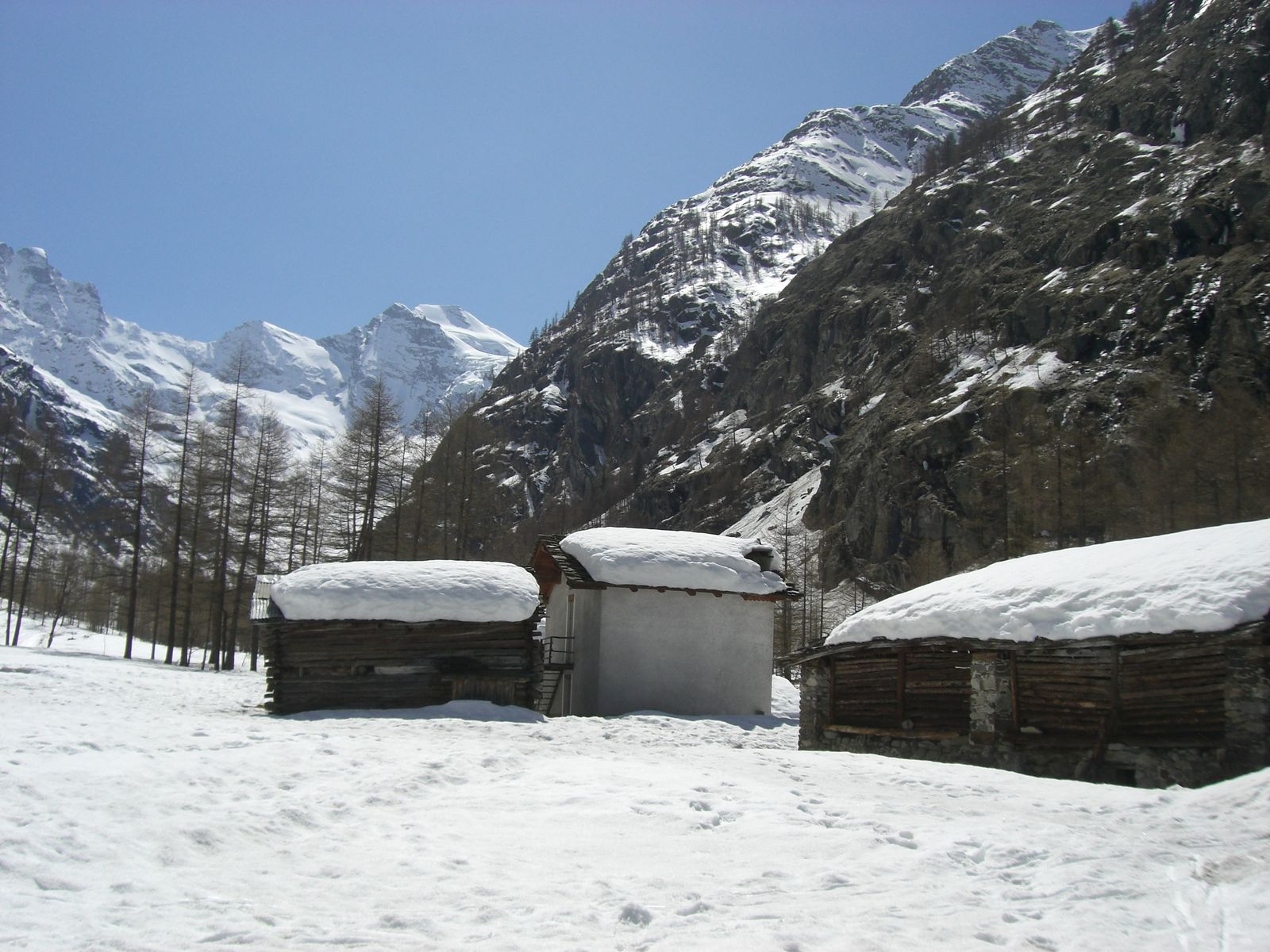
Les alpages de Valmiane, en amont du Valnontey.

Les cols reliant ce val aux vallées adjacentes sont :
- col de Monel - 3 428 mètres - vers la vallée de l'Orco ;
- col de Téléchoz - 3 326 mètres - vers la vallée de l'Orco ;
- col du Lauson - 3 301 mètres - vers le Valsavarenche ;
- col de l'Herbétet - 3 257 mètres - vers le Valsavarenche ;
- col de l'Arbole - 3 137 mètres - vers Brissogne ;
- col de la Nouvaz - 2 933 mètres - vers le val Soana ;
- col de Garin - 2 868 mètres - vers Aoste ;
- fenêtre de Champorcher - 2 827 mètres - vers la vallée de Champorcher ;
- col de Bardoney - 2 833 mètres - vers le val Soana.

### Communes

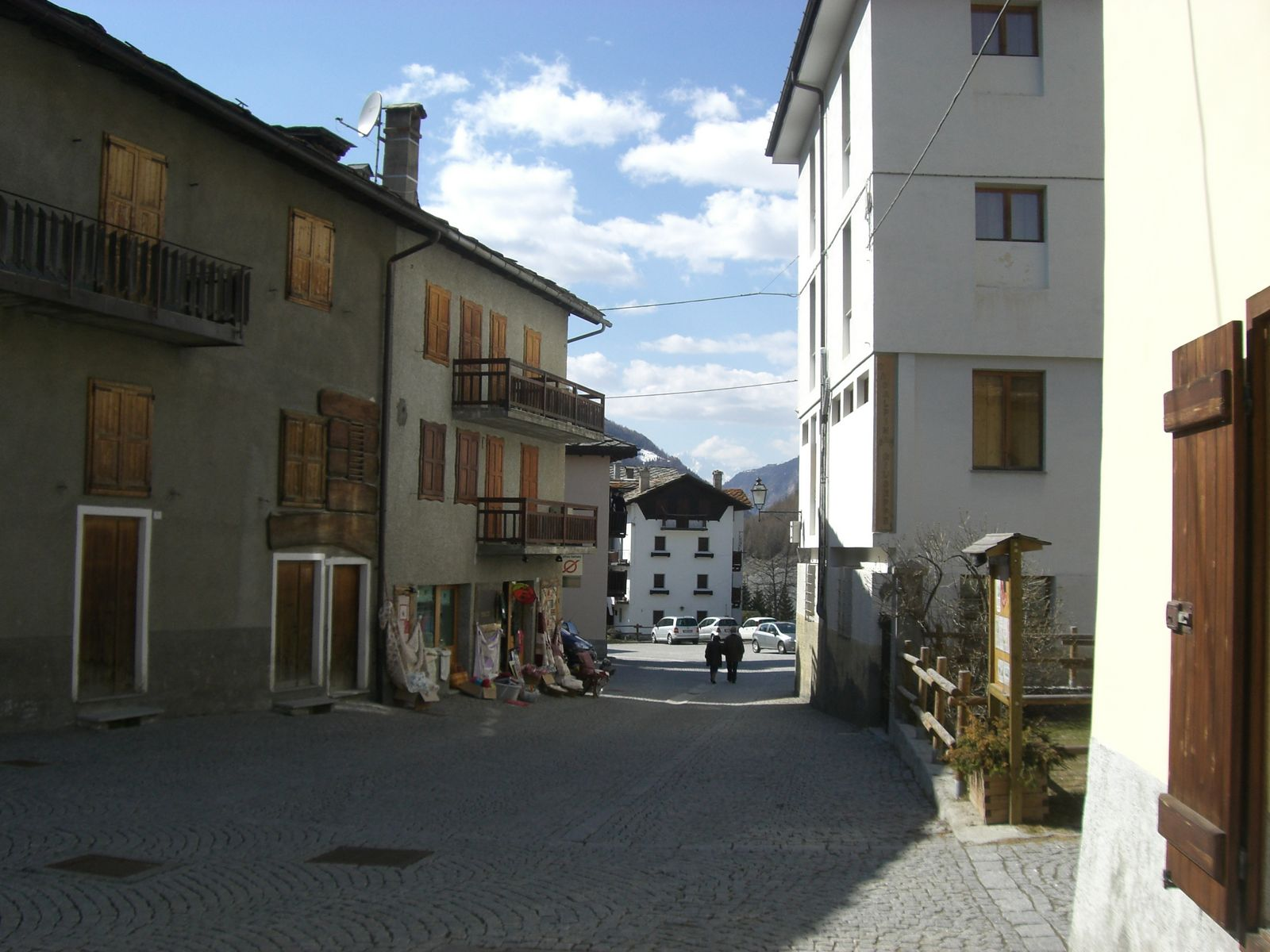
La rue Grappein à Cogne.

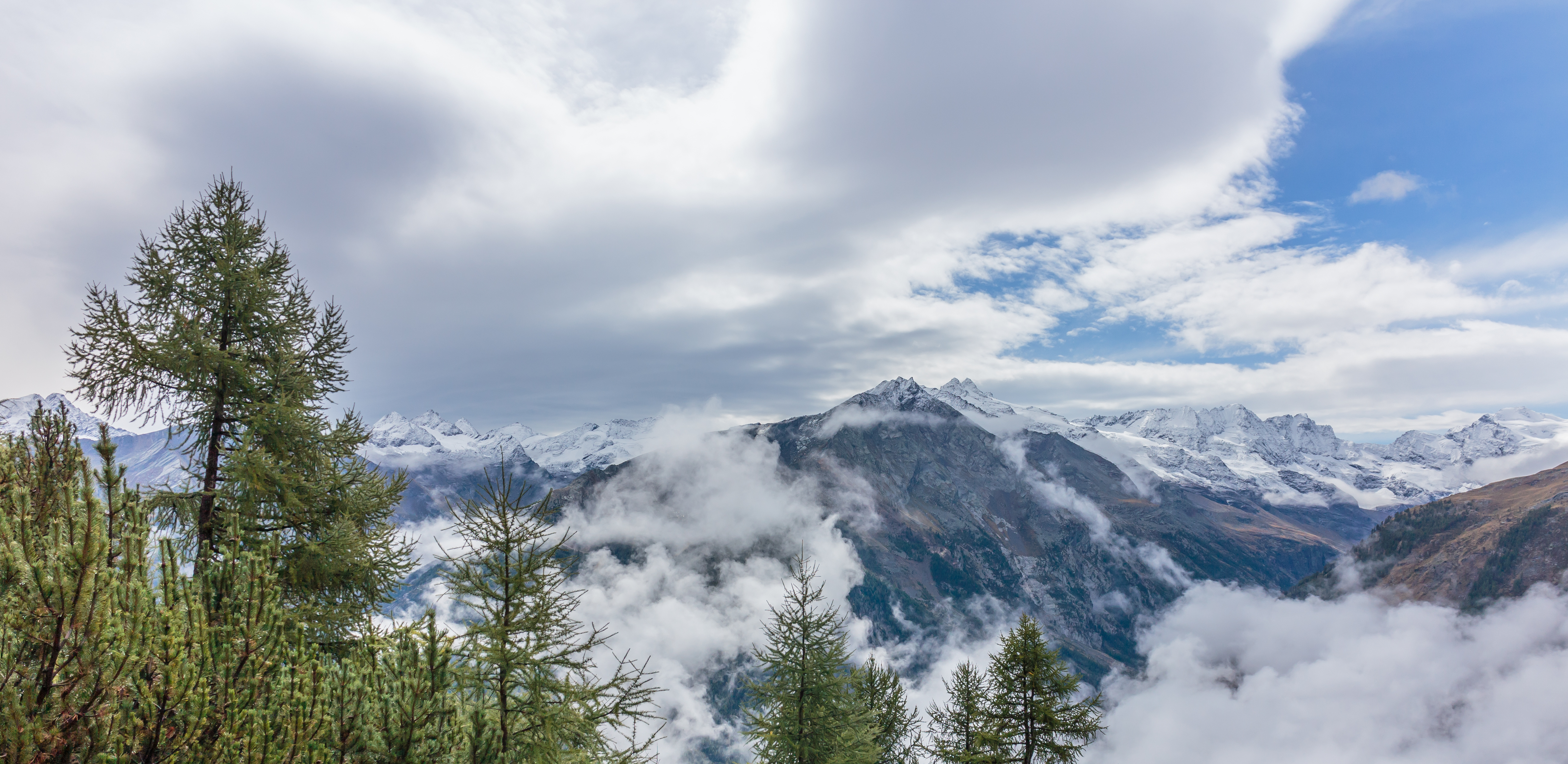
Vue sur le Grand Paradis depuis Gimillan.

- Aymavilles - dans la basse et moyenne vallée (hameaux Pont d'Aël, Sylvenoire et Vieyes).
- Cogne - s'étendant sur la haute vallée (hameaux de Cogne : entre autres, Épinel, Crétaz, Lillaz, Gimillan, Veulla et Valnontey).

## Faune et flore

### Flore
Le paysage du val de Cogne est celui que l'on rencontre partout dans les hautes Alpes : des forêts de pins, de sapins et de mélèzes, jusqu'à 2 200 mètres d'altitude, ensuite des steppes herbeuses et des clapiers, et enfin des glaciers.

### Faune

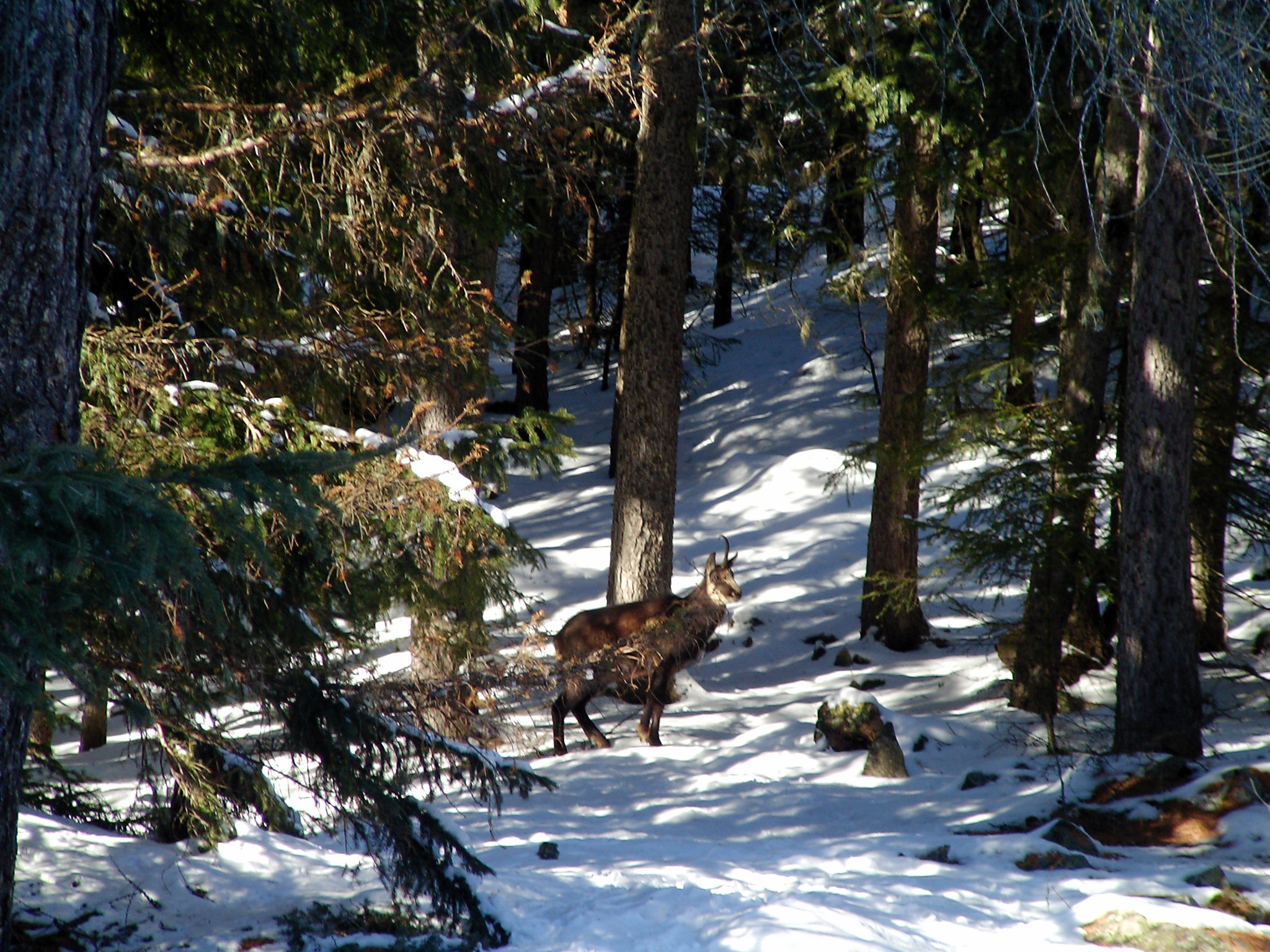
Un chamois près du chef-lieu de Cogne.

La plupart des animaux présents dans cette vallées sont protégés par le règlement du parc national du Grand-Paradis. Ils sont notamment : des bouquetins, des chamois, des marmottes, des hermines, des perdrix, des aigles et des gypaètes.

## Histoire
La civilisation du haut val de Cogne, correspondant aux villages de l'actuelle commune de Cogne, se développa le long des chemins muletiers qui le reliait aux vallées arpitanes du Piémont et avec le Canavais, par le col du Rancio et le col de l'Ariette.
Cet héritage est représenté aujourd'hui par le patois cognein, qui se différencie des autres parlers valdôtains et ressemble plutôt aux patois des hautes vallées francoprovençales piémontaises, et par la cuisine cogneine, où l'ingrédient principal est souvent le riz, élément traditionnel de la cuisine piémontaise.

### Pont de Chevril
Le pont de Chevril était un pont sur la Grand Eyvia, situé sur la commune d'Aymavilles le long de la RR 47. Il s'est écroulé le 23 décembre 2011, et constituait l'un des chefs-d'œuvre de l'architecture alpine du val de Cogne. Il avait été projeté par le Corps Royal du Génie civil de Turin en 1865 pour relier Cogne à Aoste. Il représentait une œuvre sans aucun doute remarquable sous le profil de l'ingénierie.

## Tourisme

### Les dentelles de Cogne
Cogne est connue pour l'ancienne tradition de ses dentellières, un secret que les cogneintes ont transmis de mère en fille jusqu'à nos jours. Une exposition permanente a lieu en face de l'église du chef-lieu de Cogne, rue docteur César Grappein, dans la soi-disant Maison di pitz (qui signifie « maison des dentelles », dans le patois cognein).

### Refuges et bivouacs

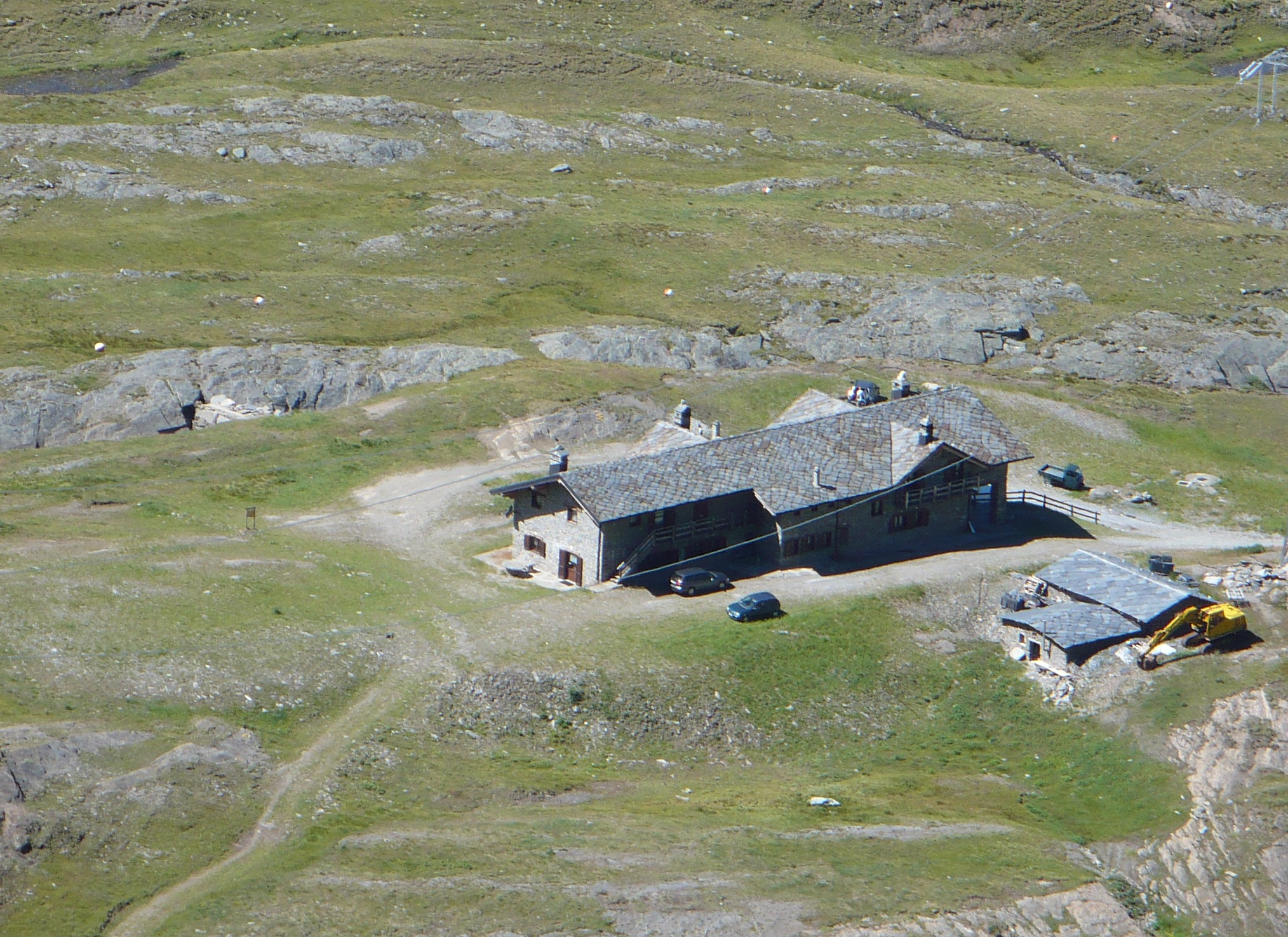
Le refuge Sogno de Berdzé au Péradza.

Les refuges présents dans cette vallée sont :
- le refuge Victor Sella - (2 584 mètres) au Valnontey ;
- le refuge Sogno de Berdzé au Péradza - 2 526 mètres, 78 lits - dans le vallon de l'Urtier ;
- le bivouac Mario Balzola - (3 477 mètres) 4 lits ;
- le bivouac Lucien Gratton - (3 198 mètres) 9 lits ;
- le bivouac Lionel Leonessa - (2 910 mètres) 12 lits - au Valnontey ;
- le bivouac Charles Pol - (3 183 mètres) 6 lits - au Valnontey ;
- le bivouac Marcel Gérard-Hector Grappein - (3 183 mètres) 9 lits - au Valnontey ;
- le bivouac Borghi - (2 686 mètres) 9 lits - dans le Valnontey ;
- le bivouac Alexandre Martinotti - (2 588 mètres) 6 lits - au Valnontey ;
- le bivouac du Money - (2 872 mètres) 8 lits - au Valnontey ;
- le bivouac Laura Malvezzi-Guy Antoldi - (2 920 mètres) 9 lits - au Valeille ;
- le bivouac Franco Nebbia - (2 850 mètres) 6 lits.

Cette vallée est traversée par la Haute Route n°2.